# تواردیتسا، استان دوبریچ
تواردیتسا (به بلغاری: Tvarditsa) روستایی در بلغارستان است که در شهرستان شابلا واقع شده‌است.